# Eni (företag)
Eni S.p.A. är ett italienskt multinationellt petroleum- och energibolag med verksamheter i 62 länder. Koncernen är verksam inom olje- och naturgasutvinning, produktion, raffinering, försäljning och marknadsföring. I Italien är man ledande inom bensinförsäljning genom Agip. Eni är idag Europas tredje största raffinör efter nederländsk-brittiska Shell och franska Total.
Eni grundades som Ente Nazionale Idrocarburi av den italienska staten 1953. Målet var att samla aktiviteter inom energisektorn till ett bolag. Eni har utvecklats till Italiens största företag med verksamhet över hela världen. Det är sett till omsättning världens 24:a största bolag.

## Historia
Enis och dess föregångare Agips (numera varumärke i Eni) historia hänger samman med Italiens skriande behov av energi under landets industrialisering. Italien tvingades importera energiråvaror, främst kol. De kraftverk som byggts i norra Italien räckte inte till. Italien började leta efter olja och inledde exploateringsförsök i Albanien, Rumänien och Irak.  1926 grundades genom ett kungligt dekret det statliga bolaget Azienda Generale Italiana Petroli - kort Agip.
Ett bensinstationsnät byggdes upp men försöken att exploatera olja var inte lyckosamma. Ett raffinaderi uppfördes i Fiume och 1936 tog man över ett raffinaderi i Porto Marghera. Samma år skapades bolaget Anic och 1941 följde Snam som är koncernens gasbolag.

### Eni skapas
Statstjänstemannen och politikern Enrico Mattei fick efter andra världskriget i uppdrag att lägga ner Agip på grund av företagets dåliga ekonomi. Mattei hittade olja i Cortemaggiore i Poslätten i norra Italien och 1949 togs oljefältet i bruk. Oljan fick namnet Supercortemaggiore. Istället för att lägga ner Agip omorganiserade Mattei nu företaget till koncernen Ente Nazionale Idrocarburi (Eni) 1953. Agip blev varumärke på bensinstationerna. Gemensam logotyp för företagen är den eldsprutande sexbenta hunden som presenterades 1952 och togs fram av skulptören Luigi Broggini och presenterades av Giuseppe Guzzi. Logotypen symboliserar styrka, energi och optimism och passade väl in i ett Italiens som genomgick ett starkt ekonomiskt uppsving under 1950-talet.  Logotypen blev omgjord av Bob Noorda 1972 och 1998. 1957 följde skapandet av divisionen  Saipem. Saipem har ansvaret för tillverkning av verktyg, maskiner och plattformar för olje- och gasutvinning men även för uppförandet av pipelines. Saipem är idag ett självständigt bolag men ingår i Eni-sfären.

### Internationalisering
Under Matteis ledning utmanade den italienska staten genom Eni de stora amerikanska och brittiska bolagen, de så kallade sju systrarna. Koncessioner skrevs med länder i Mellanöstern och ett omfattande handelsavtal slöts med Sovjetunionen 1960 - med målet att krossa det oligopol som fanns. Mattei blev en mäktig man i den italienska politiken och näringslivet liksom Eni som liknades vid en stat i staten.
1955 skrevs ett avtal med Egypten om oljeutvinning. 1957 följde ett avtal med Iran där man för första gången använde Matteis koncept där den största delen av vinsten går till producentlandet. 1958 följde skapandet av distributionsnät i Libyen, Etiopien och Somalia. 1959 följer borrandet av Europas första offshorekälla utanför Sicilien. 1963 följer raffinaderier i Sannazzaro de'Burgondi och Gela. Under 1970-talet satsar Eni på naturgas för att möta försörjningsproblemen i Italien i samband med 1973 års oljekris. Man skriver avtal om import från Sovjetunionen och Nederländerna vilket även innebär anläggandet av pipelines mellan länderna. Enis bolag Snam bygger Medelhavspipelinen på 2500 km som binder samman Algeriet med Poslätten via Tunisien, Messinasundet och upp genom Italien.

### Privatisering
Eni ombildades till ett aktiebolag 1992 efter åren som offentligt ägt bolag inom Eni. Samtidigt internationaliserades verksamheten än mer med uppköp och projekt i Algeriet, Kina, Angola, Egypten och på Nordsjön. Helt nya marknader blev Kazakstan och Azerbajdzjan (med utvinning i Kaspiska havet). 1999 följde överenskommelsen med Gazprom om Blue Stream-projektet.

## Verksamhet
Enis oljeproduktion kommer främst från källor i Libyen, Egypten, Nigeria, Demokratiska republiken Kongo, Nordsjön och Angola. En mindre del kommer från Tunisien och USA. 1992 började man verksamhet i Kina men den är fortfarande en ytterst liten del. Eni räknar med att verksamheterna i Kazakstan med Karachaganak i västra delen och oljefältet i Kashagan kommer att växa i framtiden.
Eni har stora intressen i Libyen där man är den största utländska oljeproducenten med 250 000 fat per dag. Eni är det ledande företaget vad gäller de italienska intressena i Libyen och har varit fortsatt verksamt sedan Khaddafi tog över makten 1969. Dessutom har man en viktig gasledning i Greenstream på 520 km mellan Libyen och Italien. Greenstreamledningen är en del av Enis gasprojekt i västra Libyen och började byggas 2003 av Saipem. I samband med konflikten i Libyen evakuerade Eni som personal från landet.

## Kontroverser
Den 8 februari 2017 blev Eni, deras VD Claudio Descalzi, Royal Dutch Shell plc och nio andra personer åtalade för korruption rörande en transaktion på $1,3 miljarder som ska ha använts i syfte att komma över en licens för prospektering i Nigeria. Den nämnda licensen är till ett område som kallas "OPL 245" och ska ha uppemot nio miljarder fat petroleum och anses vara en av de mest eftertraktade i landet. De inblandade hävdar att transaktionen var till den nigerianska staten men åklagare menade att den gick istället till den före detta nigerianska oljeministern Dan Etete.